# Phacopteron gabrieli
Phacopteron gabrieli är en insektsart som beskrevs av Navasero och Calilung 2000. Phacopteron gabrieli ingår i släktet Phacopteron och familjen Phacopteronidae. Inga underarter finns listade i Catalogue of Life.